# Roewe Jing
La Roewe Jing è un'autovettura prodotto dalla casa automobilistica cinese Roewe a partire dal 2021. Dopo aver venduto in Cina solo 620 esemplari nel 2022 ed aver interrotto le vendite nel giugno 2023, viene riproposta per il mercato del Medio Oriente come MG Whale.

## Nome
Il nome "Jing" significa in cinese "balena". Lo stile e il design della vettura si inspira proprio a quello di un cetaceo, con la griglia anteriore avente un motivo che ricorda vagamente la bocca delle balenottere.

## Descrizione
Annunciata a marzo 2021 per poi essere presentata ufficialmente al salone dell'auto di Shanghai nell'aprile 2021, si tratta di un Crossover SUV con le fattezze e le linee di una coupé caratterizzata dal padiglione discendente e dal lunotto con coda fastback. La Jing viene costruita sulla stessa piattaforma della Roewe RX5 Max. La gamma dei propulsori è anch'essa condivisa con la RX5 Max ed è costituita dai motori turbo benzina quattro cilindri in linea da 1,5 litri e da 2,0 litri. La trasmissione è affidata ad un cambio manuale, a un cambio automatico o ad un cambio a doppia frizione tutti aventi sei marce.